# Philip Faber
Philip Faber z Faenzy OFMConv. (ur. w 1564 w Spinata di Brisighella (rejon Faenzy), zm. 28 sierpnia 1630 w Padwie) – włoski teolog i filozof. Komentator Dunsa Szkota.

## Życiorys
W 1582 wstąpił do zakonu Franciszkanów, w Cremonie. Po zakończeniu studiów, nauczał w wielu szkołach klasztornych. W 1603 został profesorem filozofii, a w 1606 profesorem teologii na Uniwersytecie w Padwie.

## Wybrane dzieła
- "Philosophia naturalis Scoti in theoremata distributa" (Parma, 1601, kolejne wydania w Wenecji, 1606, 1616, 1622, i w Paryżu, 1622).
- "Commentaria in quatuor libros sententiarum Duns Scoti" (Venice, 1613; trzecie wydanie w Paryżu, 1622).
- "De Praedestinatione" (Wenecja, 1623).
- "De restitutione, et extremâ unctione" (Wenecja, 1624).
- "A treatise 'de Sacramento Ordinis, poenis et censuris ecclesiasticis'" (Wenecja, 1628).
- "De Primatu Petri et Romani Pontificis".
- "Commentaries on the Metaphysics of Aristotle"